# 前川忠夫
前川 忠夫（まえかわ ただお、1909年〈明治42年〉2月1日 - 1988年〈昭和63年〉6月25日）は日本の政治家、農学者。香川大学学長や香川県知事を務めた。

## 生涯
1909年、香川県三豊郡上高瀬村（現・三豊市）で生まれる。旧制山形高校（現・山形大学）を経て、1935年に東京帝國大学（現・東京大学）農学部を卒業。専門は農業工学で、岩手大学教授などを務めている。1955年に香川大学農学部教授となり、農学部長を経て1964年に学長に就任。
1961年 東京大学農学博士。論文の題は「かんがい用貯水池の貯水能に関する研究」。 
1974年に社会党、共産党、民社党、公明党などの推薦を得て香川県知事選挙に出馬。7選をめざした金子正則を破って初当選し、全国7番目の革新知事となる。多選回避や高齢などを理由に、1986年に知事引退を表明。1988年、肺癌による呼吸不全のため、死去。
知事としては、老人医療費の対象の2歳引き下げや国指定でない難病の医療費無料化などを行なった一方で、豊島事件のきっかけを作った。
自由民主党の地元代議士である大平正芳とも関係は悪くなかったが、1978年の前川の再選出馬時に大平が自民党本部の選挙責任者である党幹事長に就いていたため、大平を苦しい立場に立たせることとなる。選挙結果は前川の当選、自民党公認・大野功統（後に衆議院議員）の落選となったが、このことは当年の自民党総裁選における大平の失点となった。

## 豊島問題
豊島における産業廃棄物処理場の建設反対運動に際し、1977年3月、議会で産業廃棄物の種類や量などの条件を付けた上で、事業許可を下した。住民側は同年6月、産業廃棄物処理場建設差止請求訴訟を提起するなどの対抗措置をとった。前川は処理場に反対する住民に対して、「これでは事業者いじめだ。豊島の海は青く、空気は綺麗だが、住民の心は灰色だ」と述べ、処分場に反対する住民を非難した。これらの豊島の住民を中傷した発言は、豊島と香川県の間に軋轢を生んだ。さらに1978年、前川は許可を下した業者に対して、ミミズ養殖への事業変更を許可した。しかし、業者によるミミズ養殖は頓挫し、産業廃棄物の不法投棄が始まった。住民はたびたび県に陳情を行うが、前川は取り合わず「豊島産廃問題」は拡大の一途と辿ることになる。豊島事件はその事後処理に、2017年までに700億円以上の公費が費やされることになるが、前川は何らの政治的道義的責任を取らず、その結末を見届けることなく死去する。死後、香川県民から「名誉県民を取り消すべき」と意見が出されたこともある。